# Språkets nivåer
Språkets nivåer är ett hierarkiskt system. Inom språkvetenskapen är det allmängods att språket kan delas in i olika nivåer eller skikt beroende på beståndsdelarnas storlek.
- Fonem – den minsta enheten i språket, närmare bestämt den minsta betydelseskiljande enheten.
- Morfem – den minsta betydelsebärande enheten och består av ett eller flera fonem.
- Ord – består av ett eller flera morfem och ofta åtskiljs från varandra i skrift. Ord kombineras till fraser.
- Fras – består av ett eller flera ord som fungerar som en enhet i en sats.
- Sats – en språklig enhet uppbyggd av fraser som har ett finit verb.
- Mening – består av en eller flera satser.
- Text – byggs upp av meningar och är den största enheten i språket.

Språk kan analyseras på alla dessa nivåer.